# Хорошавка (Тамбовская область)
Хорошавка — село в Инжавинском районе Тамбовской области России. Входит в Красивский сельсовет.

## Расположение, климат
Село находится на левом берегу реки Ворона, притока реки Хопер.
Уличная сеть
В селе несколько улиц, которые носят одно название — Набережная, поскольку идут либо вблизи реки Вороны, либо находятся возле пойменного озера.
Расстояние до
- районного центра Инжавино 10 км.
- областного центра Тамбов 89 км.

Климат
Климат умеренно континентальный. Самый теплый месяц года — июль +19,7; самый холодный — январь −110. Среднегодовая температура +4,5. Среднегодовое количество осадков колеблется от 450 до 570 мм в год.

## История
Село Хорошавка по документам второй ревизии 1745 года, было основано однодворцами, которые переселились вместе со своими семьями из села Прибытки. Также в селе было три небольших хозяйства Игната Шишкина, Семена Садчикова и вдовы Орешковой.
«…В сельце Архангельское, Хорошавке тож, подлежало в подушный оклад 134 души, в том числе однодворцев 28, дворовых и крепостных 106 душ».

## Население
| 2002 | 2010 |
| ---- | ---- |
| 485  | ↘440 |

## Инфраструктура
5 КФК и несколько обществ с ограниченной ответственностью, занимающихся выращиванием зерна и кормов для скота, СПК «Победа», развитая торговая сеть, сельская библиотека, сельский Дом культуры, общеобразовательная школа.

## Достопримечательности
В селе сохранилась дворянская усадьба, владелец которой неизвестен. Общая площадь имения составляла 3275 десятин, в число которых входили пашни, покосы, пастбища и леса. В имении работало 76 постоянных наемных работников, которые ухаживали за свиньями (70 животных), овцами (2400 голов) и крупным рогатым скотом (132 головы).
Туризм
На реке Ворона создан памятник природы регионального значения — Воронинский заповедник. Возле села находится одно из популярнейших мест отдыха и одна из туристических стоянок — высокий холм, с которого открывается изумительный панорамный вид на окрестности реки. Ежегодно оно привлекает множество путешественников, которые останавливаются там на отдых в палаточном городке.

## Известные люди
- Воронский Александр Константинович родился в селе Хорошавка Кирсановского уезда Тамбовской губернии в семье священника. Революционер-большевик, один из ведущих марксистских теоретиков в области литературы в 20-е годы. Советский критик, писатель, создатель и редактор первого советского «толстого» литературного журнала «Красная новь». Автор книг «Бурса», «За живой и мертвой водой», «Желябов». Поэма «Анна Снегина» С. Есенина вышла с посвящением А. Воронскому.[12]